# Cheverny (AOC)
Pour l’article homonyme, voir Cheverny.
Le cheverny est un vin d'appellation d'origine contrôlée produit autour de Cheverny, en Loir-et-Cher.

## Histoire
Le romorantin est introduit par François Ier en 1519. La crise du phylloxera touche durement le vignoble à la fin du XIXe siècle. Apparition de l'enjambeur dans les années 1960-70 qui remplace le cheval.
Ce vignoble est classé en vin délimité de qualité supérieure (VDQS) « Mont près Chambord Cour Cheverny » en 1949 et en appellation d’origine simple « coteaux du Blésois » qui a reçu son agrément en 1964. L’aire d’appellation « Cheverny » est constituée en 1973 par le rapprochement de l’ancien VDQS et de l'appellation d’origine simple coteaux du Blésois. Le cahier des charges de l’appellation a été modifié en décembre 2024.

## Situation géographique

### Géologie
Les sols de ce terroir viticole sont sablo-argileux, sablo-siliceux et argilo-calcaires.

### Climat
Le climat de ce vignoble est un climat tempéré océanique dégradé.
| Mois                              | jan. | fév. | mars | avril | mai  | juin | jui. | août | sep. | oct. | nov. | déc. | année |
| --------------------------------- | ---- | ---- | ---- | ----- | ---- | ---- | ---- | ---- | ---- | ---- | ---- | ---- | ----- |
| Température minimale moyenne (°C) | 1,6  | 2    | 3,3  | 5     | 8,4  | 11,4 | 13,1 | 12,9 | 10,8 | 7,9  | 3,8  | 2,3  | 6,9   |
| Température moyenne (°C)          | 4,2  | 5,1  | 7,3  | 9,6   | 13,2 | 16,5 | 18,9 | 18,6 | 16,1 | 12,3 | 7,1  | 4,8  | 11,2  |
| Température maximale moyenne (°C) | 6,9  | 8,2  | 11,3 | 14,3  | 18,1 | 21,7 | 24,6 | 24,3 | 21,4 | 16,7 | 10,5 | 7,4  | 15,4  |
| Précipitations (mm)               | 63,3 | 61,6 | 54,3 | 51,4  | 67,5 | 47,5 | 53   | 40,9 | 54,3 | 61   | 63   | 65,9 | 683,7 |

## Vignoble

### Présentation
Ce vignoble, classé AOVDQS en 1973 puis AOC par le décret du 26 mars 1993, s'étend sur 532 hectares à l'intérieur de 24 communes du département de Loir-et-Cher.

### Aire de production
Seuls ont droit à l'appellation Cheverny les vins récoltés sur les communes de Candé-sur-Beuvron, Cellettes, Cheverny, Chitenay, Cormeray, Cour-Cheverny, Feings, Fougères-sur-Bièvre, Fresnes, Huisseau-sur-Cosson, Maslives, Les Montils, Montlivault, Mont-près-Chambord, Muides-sur-Loire, Ouchamps, Saint-Claude-de-Diray, Saint-Dyé-sur-Loire, Saint-Laurent-Nouan, Sambin, Seur, Tour-en-Sologne et Vineuil ainsi qu'en partie sur la commune Monthou-sur-Bièvre.

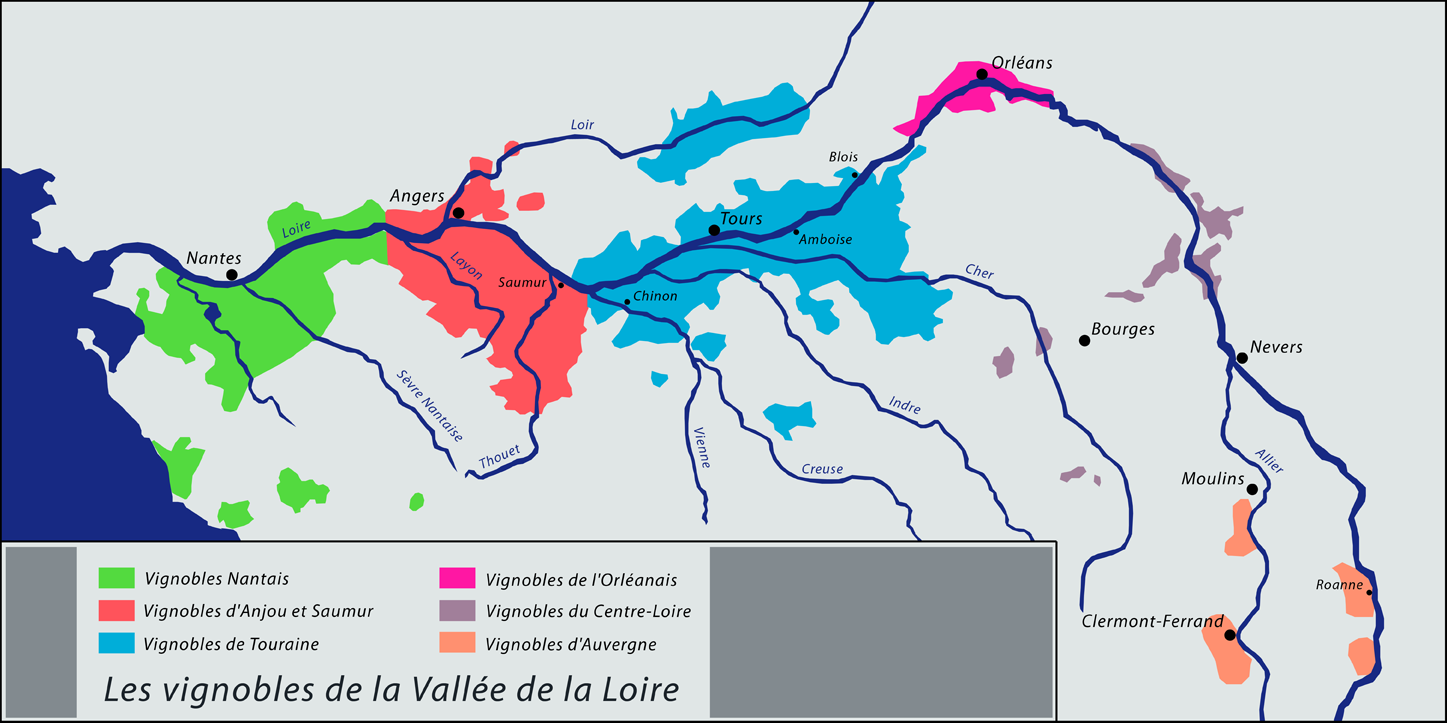
Vignobles de la vallée de la Loire.

### Encépagement
Les cépages du vignoble sont : gamay, pinot noir, cabernet franc, côt, pineau d'Aunis, sauvignon, chardonnay et chenin blanc.

### Méthodes culturales

#### Travail manuel
Ce travail commence par la taille. Le tirage des sarments suit la taille. Les sarments sont enlevés et peuvent être brûlés ou mis au milieu du rang pour être broyés. On passe ensuite aux réparations. Éventuellement des plantations de greffes. L'ébourgeonnage peut débuter dès que la vigne a commencé à pousser. Cette méthode permet, en partie, de réguler les rendements. Le relevage est pratiqué lorsque la vigne commence à avoir bien poussé. En général, deux à trois relevages sont pratiqués. Pour finir avec le travail manuel à la vigne se réalise l'étape importante des vendanges.

#### Travail mécanique
L'enjambeur est d'une aide précieuse. Les différents travaux se composent du broyage des sarments ; de trou fait à la tarière, là où les pieds de vignes sont manquants ; de labourage ou griffage, réalisé dans le but d'aérer les sols et de supprimer des mauvaises herbes. De désherbage. De plusieurs traitements des vignes, réalisés dans le but de les protéger contre certaines maladies cryptogamiques (mildiou, oïdium, pourriture grise, etc.). De plusieurs rognages consistant à reciper ou couper les branches de vignes (rameaux) qui dépassent du système de palissage. Des vendanges mécaniques se réalisant avec une machine à vendanger ou une tête de récolte montée sur un enjambeur.

### Rendements
Le cahier des charges de l'AOC impose un rendement de  55 à 66 hl/ha en rouge et rosé, et de 60 à 72 hl/ha en blanc.

## Vins

### Vinification et élevage
Voici les méthodes générales de vinification pour cette appellation. Il existe cependant des petites différences de méthode entre les différents viticulteurs, négociants et caves coopératives.

#### Vinification en rouge
La récolte des raisins se fait à maturité et de façon manuelle ou mécanique. La vendange manuelle est parfois triée, soit à la vigne soit à la cave avec une table de tri, ce qui permet d'enlever les grappes pourries ou insuffisamment mûres. La vendange manuelle est généralement éraflée puis mise en cuve. Une macération pré-fermentaire à froid est quelquefois pratiquée. La fermentation alcoolique peut démarrer, le plus souvent après un levurage. Commence alors le travail d'extraction des polyphénols (tanins, anthocyanes) et autres éléments du raisin. L'extraction se faisait par pigeage, opération qui consiste à enfoncer le chapeau de marc dans le jus en fermentation. Plus couramment, l'extraction est conduite aussi par des remontages, opération qui consiste à pomper le jus depuis le bas de la cuve pour arroser le chapeau de marc et ainsi lessiver les composants qualitatifs du raisin. Les températures de fermentation alcoolique peuvent être plus ou moins élevées, avec une moyenne générale de 28 à 35 degrés au maximum de la fermentation. La chaptalisation est réalisée si le degré naturel est insuffisant : cette pratique est réglementée. À l'issue de la fermentation alcoolique suit l'opération de décuvage qui donne le vin de goutte et le vin de presse. La fermentation malolactique se déroule après mais est dépendante de la température. Le vin est soutiré et mis en fût ou cuve pour son élevage. L'élevage se poursuit pendant plusieurs mois (6 à 24 mois) puis le vin est collé, filtré et mis en bouteilles.

#### Vinification en blanc

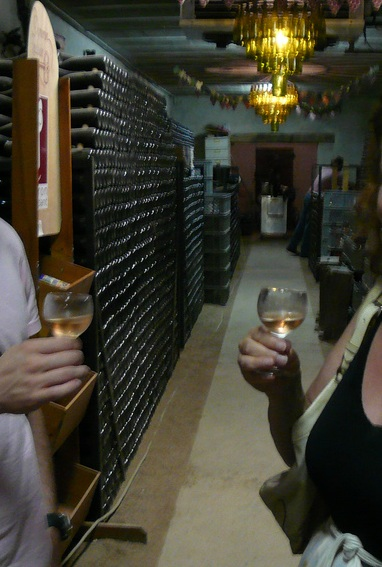
Dégustation de blanc dans une cave de vinification de Cheverny

Comme pour le rouge, la récolte est manuelle ou mécanique et peut être triée. Les raisins sont ensuite transférés dans un pressoir pour le pressurage. Une fois le moût en cuve, le débourbage est pratiqué généralement après un enzymage. À ce stade, une stabulation préfermentaire à froid (environ 10 à 12 degrés pendant plusieurs jours) peut être recherchée pour favoriser l'extraction des arômes. Mais le plus souvent, après 12 à 48 heures, le jus clair est soutiré et mis à fermenter. La fermentation alcoolique se déroule avec un suivi tout particulier pour les températures qui doivent rester à peu près stables (18 à 24 degrés). La chaptalisation est aussi pratiquée pour augmenter le titre alcoométrique volumique si nécessaire. La fermentation malolactique puis l'élevage est réalisée en Fûts ou en cuves. À la fin, la filtration du vin est pratiquée pour rendre les vins plus limpides. La mise en bouteille clôture l'opération.

#### Vinification en rosé
La récolte est manuelle ou mécanique. Deux méthodes sont utilisées avec soit le pressurage (rosé de pressurage), soit une mise en cuve de la vendange pour un début de macération : c'est la saignée (rosé de saignée), effectuée avec le tirage du jus de la cuve. La fermentation alcoolique se passe en cuve comme pour le blanc avec suivi de température, chaptalisation, etc. La fermentation malolactique suit généralement. L'élevage se passe en cuve, parfois en fût. Enfin, le vin est filtré et mis en bouteille.

### Terroir et vins
Les vins rouges sont issus du gamay dans une proportion de 40 à 65 % en assemblage avec le pinot noir. Le cabernet franc et le côt peuvent représenter jusqu'à 15 % de l'encépagement. À ces cépages s'ajoute le pineau d'Aunis pour l'élaboration des rosés.
Les vins blancs sont issus du sauvignon dans une proportion de 60 à 80 % en assemblage avec l'Orbois, le chardonnay ou le pineau blanc de la Loire. Une petite partie est vinifiée en mousseux. Les vins blancs issus du cépage romorantin bénéficient de l'appellation Cour-Cheverny.

### Vins et gastronomie

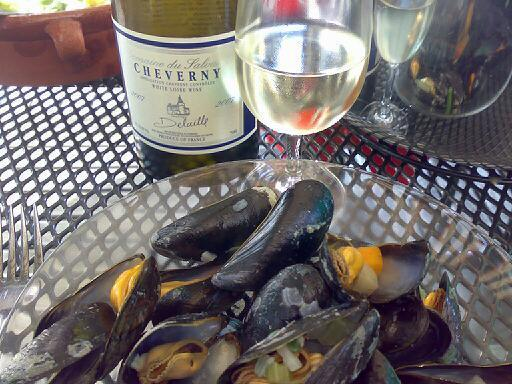
Moules à la marinière et AOC Cheverny blanc

Ces vins, légers et fins, se boivent jeunes.

## Économie

### Commercialisation
La commercialisation de cette appellation se fait par divers canaux de vente : dans les caveaux du viticulteur, dans les salons des vins (vignerons indépendants, etc.), dans les foires gastronomiques, par exportation, dans les cafés-hôtels-restaurants (C.H.R.), dans les grandes et moyennes surfaces (G.M.S.).